# Systemisches Coaching
Systemisches Coaching bezeichnet ein Format zur Unterstützung bei alltäglichen Fragen der persönlichen Lebensführung im beruflichen und privaten Bereich. Der Begriff Coaching wird als Sammelbegriff für unterschiedliche Settings verwendet (z. B. Einzelcoaching, Karrierecoaching, Teamcoaching, Businesscoaching, Projektcoaching). Zum Ursprung des Begriffs siehe Coaching.
Systemisches Coaching ist keine Beratung, sondern ein Format, welches sich auf die gleichen Grundlagen und Methoden beruft, wie andere „Systemische“ Formate, etwa – Systemische Beratung, Systemische Therapie, Systemische Supervision und Systemische Organisationsentwicklung. Zu diesen Grundlagen zählen Systemtheorie, Konstruktivismus, Kybernetik zweiter Ordnung und Synergetik. Der oft unklare Bezug zu anderen als systemisch bezeichneten Beratungsformaten, wie der „Systemischen Therapie und Beratung“, sowie eine unklare Definition der Methodik haben teilweise berechtigte, wie auch polemisierende Kritik hervorgerufen.
Im sehr unübersichtlichen Coachingmarkt positioniert sich „Systemisches Coaching“ zunächst als ein weiteres, frei verwendbares Label, das nur durch eine fundierte und durch seriöse Fachverbände zertifizierte Ausbildung eine nennenswerte Aussagekraft erlangt (z. B. ECA European Coaching Association, o. ä.) Neben Referenzen und persönlicher Empfehlung ist die Ausbildung einer der wichtigsten Auswahlfaktoren.

## Themen systemischen Coachings
Als Themen systemischen Coachings kommen prinzipiell alle Themen aus lebensweltlichen und arbeitsweltlichen Kontexten in Betracht, mit denen sich Klienten ratsuchend an beratende Personen richten. Dies können beispielsweise sein: persönliche und psychische Belastungssituationen, Konflikte in Teams, Fallbesprechungen, Karriereplanung, Führungshandeln, Produktentwicklung, Organisationsgestaltung. Aufgrund der zahlreichen Kontexte ist das Themenspektrum prinzipiell unbegrenzt. Eine deutliche Abgrenzung ist hingegen zur Psychotherapie notwendig.

## Abgrenzung zur Psychotherapie
Klar abgegrenzt ist systemisches Coaching von heilkundlicher Behandlung in Form von Psychotherapie laut Psychotherapiegesetz (PsychThG). Systemisches Coaching dient bestenfalls der Begleitung, Stabilisierung der Lebenssituation von Coachees und gegebenenfalls der Anbahnung von Psychotherapie. Da Coaches im Rahmen ihrer Arbeit mit Personen in Kontakt kommen, die sich in psychischen und sozialen Ausnahmesituationen befinden, sind entsprechende psychologische Grundkenntnisse oder Zusatzqualifikationen sinnvoll.

## Unterscheidung Prozessberatung und Fachberatung
Im Unterschied zum inhaltsorientierten klassischen Beratungsansatz, bei dem der Klient direkt mit eigenen Ideen und Ratschlägen „beraten wird“ ist systemisches Coaching überwiegend prozessorientiert und darauf aus, die Selbstwirksamkeit und Kreativität des Coachee zu steigern und somit zu nutzen. Neben einer Qualifikation in den Grundlagen systemischer Arbeit ist dennoch eine fundierte Ausbildung im jeweiligen Handlungsfeld notwendig. Im betrieblichen Kontext gehören hierzu beispielsweise Themenbereiche, wie Managementtheorie, Führungstheorie, Teamentwicklung, Gesundheitspsychologie und Change Management.

## Qualifikation und Ausbildungsstandards
Die Verwendung des Begriffs Systemisches Coaching ist noch nicht gesetzlich geschützt. Gesetzlich vorgegebene Mindeststandards, wie etwa bei der zertifizierten Ausbildung im Bereich Mediation, bestehen nicht. In Deutschland bemühen sich insbesondere die  ECA (European Coaching Association), die Deutsche Gesellschaft für Systemische Therapie und Familientherapie (DGSF) und die Systemische Gesellschaft (SG) um Ausbildungs- und Qualitätsstandards. Hierbei arbeiten sie übergreifend mit anderen Fachverbänden zusammen, etwa im Roundtable Coaching (RTC) oder der Deutschen Gesellschaft für Beratung (DGfB).
Systemische Weiterbildungen werden zunehmend an Hochschulen und Universitäten als Kontaktstudium, als berufsbegleitende Ausbildung, integrierte Weiterbildung oder als eigenständiges Masterstudium angeboten.

## Kritik
Die Kritik in der Fachliteratur konzentriert sich auf folgende Aspekte: (1.) den Anspruch auf Wissenschaftlichkeit, (2.) die mangelnde Abgrenzung zur Psychotherapie und (3.) eine mangelnde Abgrenzung zur Esoterik.
Eine Wissenschaft ist ein System von (operationalen) Definitionen, Hypothesen und Modellen zur Erklärung, Voraussage und Gestaltung der Realität. Der systemische Ansatz (in Beratung und Coaching) erfüllt keines dieser Merkmale. Zum Beispiel ist der Schlüsselbegriff „systemisch“ nicht operational definiert. Oswald Neuberger bringt das im Titel seines Aufsatzes wie folgt zum Ausdruck: „Ach wie gut, dass niemand weiß, was man so systemisch heißt“. Dem könnte man entgegenhalten, dass Systemisches Coaching selbst gar keine Wissenschaft darstellt, sondern als praktische Beratungsform lediglich Gegenstand wissenschaftlicher Analyse und Bewertung ist. Sie selbst muss daher gar keine Ansprüche an Wissenschaftlichkeit erfüllen, muss sich aber mit wissenschaftlichen Methoden reflektieren und einordnen lassen. Wenn Vertreterinnen und Vertreter des systemischen Ansatzes hingegen Wissenschaftlichkeit behaupten, da sich ihr Konzept auf wissenschaftliche Konzepte wie Quantenphysik, Chaostheorie, Kybernetik 2. Ordnung, Synergetik, Konstruktivismus, Autopoiese etc. beziehen, ist dies so nicht haltbar. Trotz dieser Bezüge auf verschiedene Wissenschaftsdisziplinen ist eine wissenschaftliche Legitimation systemischer Vorgehensweisen nicht gegeben. Die verwendeten Begriffe sind oft undefiniert, pseudowissenschaftlich oder auf einem Abstraktionsniveau, das keine falsifizierbaren Aussagen oder praxisrelevanten Empfehlungen zulässt. Die Ableitung einer Pragmatik oder Ethik ist auf der Grundlage der herangezogenen Theorien unzulässig.
Der zweite Kritikpunkt gilt der unklaren Abgrenzung zwischen Systemischem Coaching gegenüber der Systemischen Psychotherapie. Mit der Vermischung von Psychotherapie, Beratung, Coaching und Therapie wird gegebenenfalls der Anschein erweckt, diese könnten eine Psychotherapie ersetzen. Auch ist eine Übertragung und Inanspruchnahme der Wirksamkeitsforschung an dem Bereich Systemischer Psychotherapie für andere systemische Beratungsformate unzulässig.
Der dritte Kritikpunkt betrifft die methodische Offenheit systemischer Ansätze in Verbindung mit einem legitimatorischen Bezug zu Grundlagentheorien wie der Systemtheorie oder dem Konstruktivismus (Philosophie) (siehe Kritikpunkt 1). Mit nur vagen Theoriebezügen und der oft unklaren, uneindeutigen oder schlichtweg falschen Referenz auf die herangezogenen Grundlagentheorien lässt sich letztlich jedes Vorgehen begründen. Neben seriösen Angeboten finden sich daher auch esoterisch orientierte Formen systemischer Arbeit, die mit einem typischen Jargon aus akademisch anmutenden Wortschöpfungen und der semantischen Verfremdungen wissenschaftlicher Begriffe den Anschein wissenschaftlicher Fundierung und Legitimation behaupten. Dieser Jargon diene zugleich als Immunisierungsstrategie gegen rationale Kritik.